# La baronessa di Carini
La baronessa di Carini è una miniserie televisiva italiana diretta da Umberto Marino e andata in onda per la prima volta il 14 ottobre e 15 ottobre 2007 su Rai 1.
La miniserie è un remake dello sceneggiato TV del 1975 L'amaro caso della baronessa di Carini, con Ugo Pagliai, Janet Agren, Adolfo Celi ed Enrica Bonaccorti.

## Trama
Sicilia, 1860. Laura viene data in sposa al barone di Carini, don Mariano La Grua, uomo violento e prepotente. La vita della giovane baronessa sembra destinata all'infelicità fino all'incontro con Luca Corbara, il quale giunge in Sicilia alla ricerca delle proprie origini, rappresentate da un medaglione sul quale è inciso un nome dall'oscura provenienza (Vernagallo).
Accompagnato a Carini da Enzo Santelia, suo vecchio amico, Luca viene a conoscenza della vicenda avvenuta trecento anni prima nel castello abbandonato dove l'allora baronessa venne uccisa dopo essere stata scoperta in compagnia del proprio amante. Quella tragica storia sembra ossessionare Laura, la quale è spesso preda di incubi e malesseri che le avvelenano l'esistenza. Luca la convince a farsi curare da un medico, l'eccentrico don Ippolito, che la sottopone ad alcune sedute d'ipnosi, durante le quali Laura sembra rivivere la tragica sequenza della baronessa uccisa, come in preda a una reincarnazione. Luca rifiuta l'idea che tra la “sua” Laura e quella donna uccisa tre secoli prima possa esserci un legame e, innamorato della baronessa, decide di fuggire con lei.
In procinto di lasciare Carini, Luca viene però catturato dai "Beati Paoli", un'inquietante setta segreta capitanata da un misterioso individuo che nasconde il proprio volto sotto un cappuccio nero. Accusato dell'omicidio di un cantastorie, Luca si proclama innocente e riesce a fuggire rifugiandosi presso l'amico Santelia. In occasione di un ballo, riesce finalmente a riabbracciare Laura. Per i due giovani amanti si riaccende la speranza: forse possono ancora fuggire imbarcandosi su una nave in procinto di salpare dal porto di Palermo. Ma all'ultimo momento il piano va in fumo e Luca non può far altro che tornare a Carini. Laura teme per la vita di entrambi ed insiste col dire che anche loro verranno scoperti e uccisi come i due amanti del cinquecento. Frattanto la dama di compagnia della baronessa, Cristina, scoperta la passione tra Laura e Luca, tende una trappola alla donna inducendola a dirigersi verso l'antico castello dei La Grua, inseguita di nascosto dal marito. Luca invece, volendo scoprire cosa davvero fosse successo ai suoi antenati, con l'aiuto di Ippolito viene sottoposto ad ipnosi, rivivendo così l'atto dell'uccisione degli amanti. Dopo essersi svegliato dallo stato ipnotico, Luca, ascoltando una breve discussione tra il parroco di Carini e il medico, apprende la notizia che Laura sta dirigendosi verso il castello inseguita da don Mariano, bramoso di vendetta, e decide così di scappare dallo studio di Ippolito per salvare la donna amata: è il 20 maggio 1860, giorno in cui 300 anni prima si consumò la sanguinosa vicenda di Laura e Ludovico. Arrivata al castello, Laura ritrova Luca ma, seguito dalla donna, entra Don Mariano che, sguainata la spada per lavare il disonore, ingaggia con Luca un duello all'ultimo sangue. Durante la lotta tra i due uomini, una torcia cade su di una tenda della stanza dell'antica baronessa, facendo divampare così un incendio. Luca riesce a colpire a morte il suo avversario che quindi cade sul pavimento esanime. A seguito di ciò, i due giovani cercano di scappare ma l'uscita viene bloccata dalla caduta delle travi del soffitto a causa dell'incendio. Memore però della seduta ipnotica che l'ha visto protagonista, Luca trova, sul muro dove la baronessa aveva lasciato la propria impronta insanguinata, una porta segreta che doveva fungere da via di fuga per gli antichi amanti. Aprendo il passaggio, i due riescono a sfuggire alla morte ritrovandosi in un corridoio che li porterà oltre le mura del castello. Ormai liberi e sempre più innamorati, Luca e Laura posso amarsi liberamente coronando allo stesso tempo il sogno d'amore della povera baronessa e del suo amante.

## Produzione
Le riprese si sono svolte nel Lazio e in Sicilia utilizzando diversi palazzi per ambientare tutte le ricchissime scene di palazzo La Grua, dimora dei Baroni di Carini. Nel Lazio le riprese sono state effettuate a Palazzo Massimo ad Arsoli, circa 60 chilometri da Roma, la cui struttura risale al decimo secolo: era proprietà dei Benedettini ed è poi passato alla famiglia romana dei Massimo. Lì è stata ricostruita parte del palazzo La Grua, in particolare la camera da letto di Laura, il suo salottino, una veduta del giardino, la foresteria. A Roma, negli studi di Cinecittà sono state ricostruite invece le stanze e alcuni interni del castello cinquecentesco di Carini per realizzare le scene dei flashback e alcune scene d'amore tra Laura e Luca. Sempre nel Lazio, a Oriolo Romano e a Nepi, sono state girate tutte le scene della caverna dei Beati Paoli.
Il 2 aprile sono iniziate le riprese in Sicilia in alcune delle più belle ville dell'isola: Villa de Cordoba a Palermo, utilizzata come ingresso del palazzo La Grua per la sua splendida facciata; Villa Palagonia a Bagheria, dove sono ambientati alcuni corridoi; Villa Wirz a Partanna, usata per i giardini particolarmente rigogliosi e per i viali usati dai cavalieri; lo splendido Palazzo Mirto in cui sono state girate le scene della sala da pranzo e del salone dei ricevimenti della sontuosa dimora dei Baroni di Carini. Il castello di Mussomeli che tra l'altro è stato in passato proprietà di Cesare Lanza, padre di Laura divenuta baronessa di Carini, è stato usato come immagine e location del castello abbandonato dove nel '500 si compì il destino della baronessa. Altre scene sono state girate nella chiesa dello Spasimo a Palermo e nella chiesa della Martorana mentre alcuni degli splendidi esterni hanno come sfondo la piana degli Albanesi e la campagna vicino alle rovine del castello di Cefalà Diana. La troupe si è quindi trasferita a Erice che è stata usata come set della città di Carini.
Nel cast vi sono molti attori di origine siciliana non solo tra gli interpreti principali (Buzzanca, Lo Verso), ma anche negli altri ruoli al fine di sottolineare e mantenere il colore di questa regione così particolare. Tra gli aneddoti, un'inaspettata neve primaverile caduta su Arsoli durante le riprese e la carrozza della baronessa già utilizzata dal regista Luchino Visconti nel Gattopardo.